# Infliximab
Infliximab är det aktiva substratet i läkemedlen Remicade, Flixabi, Inflectra, Remsima och Zessly.
Infliximab används tillsammans med metotrexat som sjukdomsmodifierande läkemedel vid reumatoid artrit (RA). Andra sjukdomar som kan behandlas med infliximab är bland annat Crohns sjukdom, ulcerös kolit samt psoriasis. 
Infliximab verkar immunosupprimerande genom att binda till TNF-α och hämma dess funktion. TNF-α är en pro-inflammatorisk cytokin som spelar en central roll för regleringen av immunförsvaret. Anledningen till att infliximab skall användas tillsammans med metotrexat är att antikroppar (AK) annars kan utvecklas mot infliximab. 
Vid RA dämpas den reumatiska sjukdomsprocessen med avseende på såväl symptom som på den långsiktiga sjukdomsförloppet.
Infliximab är en chimär antikropp vilket innebär att den består av delar från mer än en art (i detta fall både människa och mus). Den antigen-bindande delen kommer från mus (25%) och resterande del är human (75%).
En nackdel med infliximab är att då det verkar supprimerande på immunförsvaret finns risken att vilande kroniska infektioner kan reaktiveras, exempelvis tuberkulos (TBC). Därför bör patienter screenas för latent TBC innan insättning av behandling. En annan nackdel är den höga behandlingskostnaden.